# Qualificazioni al campionato europeo maschile di calcio 2012
Questa voce raccoglie un approfondimento sui risultati degli incontri e sulle classifiche per l'accesso alla fase finale del Campionato europeo di calcio 2012.

## Formato e regolamento
53 membri UEFA: 16 posti disponibili per la fase finale. La Polonia e l'Ucraina (in qualità di paesi ospitanti) sono qualificati direttamente.
Rimangono 51 squadre per 14 posti disponibili per la fase finale. Le qualificazioni si compongono di due turni: 
- Fase a gruppi: 51 squadre, divise in 9 gruppi (sei da sei squadre e tre da cinque), giocano partite di andata e ritorno. Le prime classificate di ogni gruppo e la migliore seconda si qualificano alla fase finale. Le restanti seconde classificate accedono allo spareggio.
- Spareggi: 8 squadre, giocano partite di andata e ritorno. Le vincenti si qualificano alla fase finale.

In caso di parità di punti tra due o più squadre di uno stesso gruppo, le posizioni in classifica verranno determinate prendendo in considerazione, nell'ordine, i seguenti criteri:
1. maggiore numero di punti negli scontri diretti tra le squadre interessate (classifica avulsa);
2. migliore differenza reti negli scontri diretti tra le squadre interessate (classifica avulsa);
3. maggiore numero di reti segnate negli scontri diretti tra le squadre interessate (classifica avulsa);
4. maggiore numero di reti segnate in trasferta negli scontri diretti tra le squadre interessate (classifica avulsa);
5. migliore differenza reti;
6. maggiore numero di reti segnate;
7. maggiore numero di reti segnate in trasferta;
8. classifica del fair play;
9. sorteggio.

## Sorteggio dei gruppi
Il 19 novembre 2009 l'UEFA ha diviso le squadre nelle seguenti fasce di merito:
| Urna 1                                                                                             | Urna 2                                                                                         | Urna 3 | Urna 4                                                                                          | Urna 5                                                                                                 | Urna 6                                                               |
| -------------------------------------------------------------------------------------------------- | ---------------------------------------------------------------------------------------------- | --- | ----------------------------------------------------------------------------------------------- | --- | -------------------------------------------------------------------- |
| - Spagna - Germania - Paesi Bassi - Italia - Inghilterra - Croazia - Portogallo - Francia - Russia | - Grecia - Rep. Ceca - Svezia - Svizzera - Serbia - Turchia - Danimarca - Slovacchia - Romania | - Israele - Bulgaria - Finlandia - Norvegia - Irlanda - Scozia - Irlanda del Nord - Austria - Bosnia ed Erzegovina | - Slovenia - Lettonia - Ungheria - Lituania - Bielorussia - Belgio - Galles - Macedonia - Cipro | - Montenegro - Albania - Estonia - Georgia - Moldavia - Islanda - Armenia - Kazakistan - Liechtenstein | - Azerbaigian - Lussemburgo - Malta - Fær Øer - Andorra - San Marino |

Il sorteggio dei gruppi di qualificazione alla fase finale si è tenuto a Varsavia, in Polonia, il 7 febbraio 2010. Prima del sorteggio la UEFA ha confermato che, per motivi politici, l'Armenia non avrebbe voluto essere sorteggiato nello stesso gruppo dell'Azerbaigian (a causa della disputa riguardante il territorio del Nagorno Karabakh), e la Georgia non avrebbe voluto essere sorteggiato nello stesso gruppo della Russia (a causa della disputa riguardante il territorio dell'Ossezia del Sud). Armenia ed Azerbaijan furono sorteggiate insieme durante il sorteggio, costringendo così la UEFA a riassegnare l'Armenia al Gruppo B.
Di seguito si riporta una tabella riassuntiva dei gironi di qualificazione.
| Gruppo A                              | Gruppo B                             | Gruppo C                                 | Gruppo D                                | Gruppo E                               | Gruppo F                       | Gruppo G                 | Gruppo H               | Gruppo I                      |
| ------------------------------------- | ------------------------------------ | ---------------------------------------- | --------------------------------------- | -------------------------------------- | ------------------------------ | ------------------------ | ---------------------- | ----------------------------- |
| Germania                              | Russia                               | Italia                                   | Francia                                 | Paesi Bassi Svezia                     | Grecia                         | Inghilterra              | Danimarca              | Spagna                        |
| Turchia                               | Irlanda                              | Estonia                                  | Bosnia ed Erzegovina                    | Paesi Bassi Svezia                     | Croazia                        | Montenegro               | Portogallo             | Rep. Ceca                     |
| Belgio Austria Azerbaigian Kazakistan | Armenia Slovacchia Macedonia Andorra | Serbia Slovenia Irlanda del Nord Fær Øer | Romania Bielorussia Albania Lussemburgo | Ungheria Finlandia Moldavia San Marino | Israele Lettonia Georgia Malta | Svizzera Galles Bulgaria | Norvegia Islanda Cipro | Scozia Lituania Liechtenstein |

 Sono segnate in verde le Nazionali qualificate alla fase finale, in giallo quelle qualificate agli spareggi, in rosso quelle escluse dalla competizione europea. 

## Fase a gironi

### Gruppo A
| Pos. | Squadra     | P.ti | G  | V  | P | S | RF | RS | DR  |
| ---- | ----------- | ---- | -- | -- | - | - | -- | -- | --- |
| 1    | Germania    | 30   | 10 | 10 | 0 | 0 | 34 | 7  | +27 |
| 2    | Turchia     | 17   | 10 | 5  | 2 | 3 | 13 | 11 | +2  |
| 3    | Belgio      | 15   | 10 | 4  | 3 | 3 | 21 | 15 | +6  |
| 4    | Austria     | 12   | 10 | 3  | 3 | 4 | 16 | 17 | -1  |
| 5    | Azerbaigian | 7    | 10 | 2  | 1 | 7 | 10 | 26 | -16 |
| 6    | Kazakistan  | 4    | 10 | 1  | 1 | 8 | 6  | 24 | -18 |

| Squadra     | Germania (bandiera) | Turchia (bandiera) | Austria (bandiera) | Belgio (bandiera) | Kazakistan (bandiera) | Azerbaigian (bandiera) |
| ----------- | ------------------- | ------------------ | ------------------ | ----------------- | --------------------- | ---------------------- |
| Germania    | —                   | 3 - 0              | 6 - 2              | 3 - 1             | 4 - 0                 | 6 - 1                  |
| Turchia     | 1 - 3               | —                  | 2 - 0              | 3 - 2             | 2 - 1                 | 1 - 0                  |
| Austria     | 1 - 2               | 0 - 0              | —                  | 0 - 2             | 2 - 0                 | 3 - 0                  |
| Belgio      | 0 - 1               | 1 - 1              | 4 - 4              | —                 | 4 - 1                 | 4 - 1                  |
| Kazakistan  | 0 - 3               | 0 - 3              | 0 - 0              | 0 - 2             | —                     | 2 - 1                  |
| Azerbaigian | 1 - 3               | 1 - 0              | 1 - 4              | 1 - 1             | 3 - 2                 | —                      |

### Gruppo B
| Pos. | Squadra    | P.ti | G  | V | P | S  | RF | RS | DR  |
| ---- | ---------- | ---- | -- | - | - | -- | -- | -- | --- |
| 1    | Russia     | 23   | 10 | 7 | 2 | 1  | 17 | 4  | +13 |
| 2    | Irlanda    | 21   | 10 | 6 | 3 | 1  | 15 | 7  | +8  |
| 3    | Armenia    | 17   | 10 | 5 | 2 | 3  | 22 | 10 | +12 |
| 4    | Slovacchia | 15   | 10 | 4 | 3 | 3  | 7  | 10 | -3  |
| 5    | Macedonia  | 8    | 10 | 2 | 2 | 6  | 8  | 14 | -6  |
| 6    | Andorra    | 0    | 10 | 0 | 0 | 10 | 1  | 25 | -24 |

| Squadra    | Russia (bandiera) | Slovacchia (bandiera) | Irlanda (bandiera) | Macedonia del Nord (bandiera) | Armenia (bandiera) | Andorra (bandiera) |
| ---------- | ----------------- | --------------------- | ------------------ | ----------------------------- | ------------------ | ------------------ |
| Russia     | —                 | 0 - 1                 | 0 - 0              | 1 - 0                         | 3 - 1              | 6 - 0              |
| Slovacchia | 0 - 1             | —                     | 1 - 1              | 1 - 0                         | 0 - 4              | 1 - 0              |
| Irlanda    | 2 - 3             | 0 - 0                 | —                  | 2 - 1                         | 2 - 1              | 3 - 1              |
| Macedonia  | 0 - 1             | 1 - 1                 | 0 - 2              | —                             | 2 - 2              | 1 - 0              |
| Armenia    | 0 - 0             | 3 - 1                 | 0 - 1              | 4 - 1                         | —                  | 4 - 0              |
| Andorra    | 0 - 2             | 0 - 1                 | 0 - 2              | 0 - 2                         | 0 - 3              | —                  |

### Gruppo C
| Pos. | Squadra          | P.ti | G  | V | P | S | RF | RS | DR  |
| ---- | ---------------- | ---- | -- | - | - | - | -- | -- | --- |
| 1    | Italia           | 26   | 10 | 8 | 2 | 0 | 20 | 2  | +18 |
| 2    | Estonia          | 16   | 10 | 5 | 1 | 4 | 15 | 14 | +1  |
| 3    | Serbia           | 15   | 10 | 4 | 3 | 3 | 13 | 12 | +1  |
| 4    | Slovenia         | 14   | 10 | 4 | 2 | 4 | 11 | 7  | +4  |
| 5    | Irlanda del Nord | 9    | 10 | 2 | 3 | 5 | 9  | 13 | -4  |
| 6    | Fær Øer          | 4    | 10 | 1 | 1 | 8 | 6  | 26 | -20 |

| Squadra          | Italia (bandiera) | Serbia (bandiera) | Irlanda del Nord (bandiera) | Slovenia (bandiera) | Estonia (bandiera) | Fær Øer (bandiera) |
| ---------------- | ----------------- | ----------------- | --------------------------- | ------------------- | ------------------ | ------------------ |
| Italia           | —                 | 3 - 0             | 3 - 0                       | 1 - 0               | 3 - 0              | 5 - 0              |
| Serbia           | 1 - 1             | —                 | 2 - 1                       | 1 - 1               | 1 - 3              | 3 - 1              |
| Irlanda del Nord | 0 - 0             | 0 - 1             | —                           | 0 - 0               | 1 - 2              | 4 - 0              |
| Slovenia         | 0 - 1             | 1 - 0             | 0 - 1                       | —                   | 1 - 2              | 5 - 1              |
| Estonia          | 1 - 2             | 1 - 1             | 4 - 1                       | 0 - 1               | —                  | 2 - 1              |
| Fær Øer          | 0 - 1             | 0 - 3             | 1 - 1                       | 0 - 2               | 2 - 0              | —                  |

### Gruppo D
| Pos. | Squadra              | P.ti | G  | V | P | S | RF | RS | DR  |
| ---- | -------------------- | ---- | -- | - | - | - | -- | -- | --- |
| 1    | Francia              | 21   | 10 | 6 | 3 | 1 | 15 | 4  | +11 |
| 2    | Bosnia ed Erzegovina | 20   | 10 | 6 | 2 | 2 | 17 | 8  | +9  |
| 3    | Romania              | 14   | 10 | 3 | 5 | 2 | 13 | 9  | +4  |
| 4    | Bielorussia          | 13   | 10 | 3 | 4 | 3 | 8  | 7  | +1  |
| 5    | Albania              | 9    | 10 | 2 | 3 | 5 | 7  | 14 | -7  |
| 6    | Lussemburgo          | 4    | 10 | 1 | 1 | 8 | 3  | 21 | -18 |

| Squadra              | Francia (bandiera) | Romania (bandiera) | Bosnia ed Erzegovina (bandiera) | Bielorussia (bandiera) | Albania (bandiera) | Lussemburgo (bandiera) |
| -------------------- | ------------------ | ------------------ | ------------------------------- | ---------------------- | ------------------ | ---------------------- |
| Francia              | —                  | 2 - 0              | 1 - 1                           | 0 - 1                  | 3 - 0              | 2 - 0                  |
| Romania              | 0 - 0              | —                  | 3 - 0                           | 2 - 2                  | 1 - 1              | 3 - 1                  |
| Bosnia ed Erzegovina | 0 - 2              | 2 - 1              | —                               | 1 - 0                  | 2 - 0              | 5 - 0                  |
| Bielorussia          | 1 - 1              | 0 - 0              | 0 - 2                           | —                      | 2 - 0              | 2 - 0                  |
| Albania              | 1 - 2              | 1 - 1              | 1 - 1                           | 1 - 0                  | —                  | 1 - 0                  |
| Lussemburgo          | 0 - 2              | 0 - 2              | 0 - 3                           | 0 - 0                  | 2 - 1              | —.                     |

### Gruppo E
| Pos. | Squadra     | P.ti | G  | V | P | S  | RF | RS | DR  |
| ---- | ----------- | ---- | -- | - | - | -- | -- | -- | --- |
| 1    | Paesi Bassi | 27   | 10 | 9 | 0 | 1  | 37 | 8  | +29 |
| 2    | Svezia      | 24   | 10 | 8 | 0 | 2  | 31 | 11 | +20 |
| 3    | Ungheria    | 19   | 10 | 6 | 1 | 3  | 22 | 14 | +8  |
| 4    | Finlandia   | 10   | 10 | 3 | 1 | 6  | 16 | 16 | 0   |
| 5    | Moldavia    | 9    | 10 | 3 | 0 | 7  | 12 | 16 | -4  |
| 6    | San Marino  | 0    | 10 | 0 | 0 | 10 | 0  | 53 | -53 |

| Squadra     | Paesi Bassi (bandiera) | Svezia (bandiera) | Finlandia (bandiera) | Ungheria (bandiera) | Moldavia (bandiera) | San Marino (bandiera) |
| ----------- | ---------------------- | ----------------- | -------------------- | ------------------- | ------------------- | --------------------- |
| Paesi Bassi | —                      | 4 - 1             | 2 - 1                | 5 - 3               | 1 - 0               | 11 - 0                |
| Svezia      | 3 - 2                  | —                 | 5 - 0                | 2 - 0               | 2 - 1               | 6 - 0                 |
| Finlandia   | 0 - 2                  | 1 - 2             | —                    | 1 - 2               | 4 - 1               | 8 - 0                 |
| Ungheria    | 0 - 4                  | 2 - 1             | 0 - 0                | —                   | 2 - 1               | 8 - 0                 |
| Moldavia    | 0 - 1                  | 1 - 4             | 2 - 0                | 0 - 2               | —                   | 4 - 0                 |
| San Marino  | 0 - 5                  | 0 - 5             | 0 - 1                | 0 - 3               | 0 - 2               | —                     |

### Gruppo F
| Pos. | Squadra  | P.ti | G  | V | P | S | RF | RS | DR  |
| ---- | -------- | ---- | -- | - | - | - | -- | -- | --- |
| 1    | Grecia   | 24   | 10 | 7 | 3 | 0 | 14 | 5  | +9  |
| 2    | Croazia  | 22   | 10 | 7 | 1 | 2 | 18 | 7  | +11 |
| 3    | Israele  | 16   | 10 | 5 | 1 | 4 | 13 | 11 | +2  |
| 4    | Lettonia | 11   | 10 | 3 | 2 | 5 | 9  | 12 | -3  |
| 5    | Georgia  | 10   | 10 | 2 | 4 | 4 | 7  | 9  | -2  |
| 6    | Malta    | 1    | 10 | 0 | 1 | 9 | 4  | 21 | -17 |

| Squadra  | Croazia (bandiera) | Grecia (bandiera) | Israele (bandiera) | Lettonia (bandiera) | Georgia (bandiera) | Malta (bandiera) |
| -------- | ------------------ | ----------------- | ------------------ | ------------------- | ------------------ | ---------------- |
| Croazia  | —                  | 0 - 0             | 3 - 1              | 2 - 0               | 2 - 1              | 3 - 0            |
| Grecia   | 2 - 0              | —                 | 2 - 1              | 1 - 0               | 1 - 1              | 3 - 1            |
| Israele  | 1 - 2              | 0 - 1             | —                  | 2 - 1               | 1 - 0              | 3 - 1            |
| Lettonia | 0 - 3              | 1 - 1             | 1 - 2              | —                   | 1 - 1              | 2 - 0            |
| Georgia  | 1 - 0              | 1 - 2             | 0 - 0              | 0 - 1               | —                  | 1 - 0            |
| Malta    | 1 - 3              | 0 - 1             | 0 - 2              | 0 - 2               | 1 - 1              | —                |

### Gruppo G
| Pos. | Squadra     | P.ti | G | V | P | S | RF | RS | DR  |
| ---- | ----------- | ---- | - | - | - | - | -- | -- | --- |
| 1    | Inghilterra | 18   | 8 | 5 | 3 | 0 | 17 | 5  | +12 |
| 2    | Montenegro  | 12   | 8 | 3 | 3 | 2 | 7  | 7  | 0   |
| 3    | Svizzera    | 11   | 8 | 3 | 2 | 3 | 12 | 10 | +2  |
| 4    | Galles      | 9    | 8 | 3 | 0 | 5 | 6  | 10 | -4  |
| 5    | Bulgaria    | 5    | 8 | 1 | 2 | 5 | 3  | 13 | -10 |

| Squadra     | Inghilterra (bandiera) | Svizzera (bandiera) | Bulgaria (bandiera) | Galles (bandiera) | Montenegro (bandiera) |
| ----------- | ---------------------- | ------------------- | ------------------- | ----------------- | --------------------- |
| Inghilterra | —                      | 2 - 2               | 4 - 0               | 1 - 0             | 0 - 0                 |
| Svizzera    | 1 - 3                  | —                   | 3 - 1               | 4 - 1             | 2 - 0                 |
| Bulgaria    | 0 - 3                  | 0 - 0               | —                   | 0 - 1             | 0 - 1                 |
| Galles      | 0 - 2                  | 2 - 0               | 0 - 1               | —                 | 2 - 1                 |
| Montenegro  | 2 - 2                  | 1 - 0               | 1 - 1               | 1 - 0             | —                     |

### Gruppo H
| Pos. | Squadra    | P.ti | G | V | P | S | RF | RS | DR  |
| ---- | ---------- | ---- | - | - | - | - | -- | -- | --- |
| 1    | Danimarca  | 19   | 8 | 6 | 1 | 1 | 15 | 6  | +9  |
| 2    | Portogallo | 16   | 8 | 5 | 1 | 2 | 21 | 12 | +9  |
| 3    | Norvegia   | 16   | 8 | 5 | 1 | 2 | 10 | 7  | +3  |
| 4    | Islanda    | 4    | 8 | 1 | 1 | 6 | 6  | 14 | -8  |
| 5    | Cipro      | 2    | 8 | 0 | 2 | 6 | 7  | 20 | -13 |

| Squadra    | Portogallo (bandiera) | Danimarca (bandiera) | Norvegia (bandiera) | Cipro (bandiera) | Islanda (bandiera) |
| ---------- | --------------------- | -------------------- | ------------------- | ---------------- | ------------------ |
| Portogallo | —                     | 3 - 1                | 1 - 0               | 4 - 4            | 5 - 3              |
| Danimarca  | 2 - 1                 | —                    | 2 - 0               | 2 - 0            | 1 - 0              |
| Norvegia   | 1 - 0                 | 1 - 1                | —                   | 3 - 1            | 1 - 0              |
| Cipro      | 0 - 4                 | 1 - 4                | 1 - 2               | —                | 0 - 0              |
| Islanda    | 1 - 3                 | 0 - 2                | 1 - 2               | 1 - 0            | —                  |

### Gruppo I
| Pos. | Squadra       | P.ti | G | V | P | S | RF | RS | DR  |
| ---- | ------------- | ---- | - | - | - | - | -- | -- | --- |
| 1    | Spagna        | 24   | 8 | 8 | 0 | 0 | 26 | 6  | +20 |
| 2    | Rep. Ceca     | 13   | 8 | 4 | 1 | 3 | 12 | 8  | +4  |
| 3    | Scozia        | 11   | 8 | 3 | 2 | 3 | 9  | 10 | -1  |
| 4    | Lituania      | 5    | 8 | 1 | 2 | 5 | 4  | 13 | -9  |
| 5    | Liechtenstein | 4    | 8 | 1 | 1 | 6 | 3  | 17 | -14 |

| Squadra       | Spagna (bandiera) | Rep. Ceca (bandiera) | Scozia (bandiera) | Lituania (bandiera) | Liechtenstein (bandiera) |
| ------------- | ----------------- | -------------------- | ----------------- | ------------------- | ------------------------ |
| Spagna        | —                 | 2 - 1                | 3 - 1             | 3 - 1               | 6 - 0                    |
| Rep. Ceca     | 0 - 2             | —                    | 1 - 0             | 0 - 1               | 2 - 0                    |
| Scozia        | 2 - 3             | 2 - 2                | —                 | 1 - 0               | 2 - 1                    |
| Lituania      | 1 - 3             | 1 - 4                | 0 - 0             | —                   | 0 - 0                    |
| Liechtenstein | 0 - 4             | 0 - 2                | 0 - 1             | 2 - 0               | —                        |

### Raffronto tra le seconde classificate di ogni gruppo
A fini di uniformità, per le nazionali dei gruppi a sei squadre (A, B, C, D, E, F) non si tiene conto dei punti conquistati contro l'ultima in classifica del proprio girone.
| Gruppo | Squadra              | P.ti | G | V | P | S | RF | RS | DR |
| ------ | -------------------- | ---- | - | - | - | - | -- | -- | -- |
| E      | Svezia               | 18   | 8 | 6 | 0 | 2 | 20 | 11 | +9 |
| H      | Portogallo           | 16   | 8 | 5 | 1 | 2 | 21 | 12 | +9 |
| F      | Croazia              | 16   | 8 | 5 | 1 | 2 | 12 | 6  | +6 |
| B      | Irlanda              | 15   | 8 | 4 | 3 | 1 | 10 | 6  | +4 |
| D      | Bosnia ed Erzegovina | 14   | 8 | 4 | 2 | 2 | 9  | 8  | +1 |
| I      | Rep. Ceca            | 13   | 8 | 4 | 1 | 3 | 12 | 8  | +4 |
| C      | Estonia              | 13   | 8 | 4 | 1 | 3 | 13 | 11 | +2 |
| G      | Montenegro           | 12   | 8 | 3 | 3 | 2 | 7  | 7  | 0  |
| A      | Turchia              | 11   | 8 | 3 | 2 | 3 | 8  | 10 | -2 |

## Spareggi

### Sorteggio
Il sorteggio per gli spareggi si è tenuto a Cracovia, in Polonia, il 13 ottobre 2011. Esso si è basato sul coefficiente UEFA e sul criterio delle teste di serie; c'è stata quindi una divisione in due urne tra le quattro migliori e le quattro peggiori squadre.
| Urna 1 (teste di serie)                                                          | Urna 2 (non teste di serie)                                                                 |
| -------------------------------------------------------------------------------- | ------------------------------------------------------------------------------------------- |
| - Croazia (32,723) - Portogallo (31,202) - Irlanda (28,203) - Rep. Ceca (27,982) | - Turchia (27,601) - Bosnia ed Erzegovina (27,199) - Montenegro (21,876) - Estonia (20,355) |

### Partite
Le partite d'andata sono state giocate l'11 novembre 2011, mentre quelle di ritorno il 15 novembre 2011.
| Squadra 1            | Totale | Squadra 2  | Andata | Ritorno |
| -------------------- | ------ | ---------- | ------ | ------- |
| Turchia              | 0 - 3  | Croazia    | 0 - 3  | 0 - 0   |
| Estonia              | 1 - 5  | Irlanda    | 0 - 4  | 1 - 1   |
| Rep. Ceca            | 3 - 0  | Montenegro | 2 - 0  | 1 - 0   |
| Bosnia ed Erzegovina | 2 - 6  | Portogallo | 0 - 0  | 2 - 6   |

## Record
Aggiornati all'11 ottobre 2011
- Migliore attacco:  Paesi Bassi (37 gol fatti)
- Miglior difesa:  Italia (2 gol subiti)
- Peggior attacco:  San Marino (0 gol fatti)
- Peggior difesa:  San Marino (53 gol subiti)
- Partita con maggiore scarto di gol:  Paesi Bassi -  San Marino 11-0 (11)
- Maggior numero di vittorie:  Germania (10, girone a 6 squadre),  Spagna (8, girone a 5 squadre)
- Minor numero di sconfitte:  Italia,  Germania,  Grecia,  Inghilterra e  Spagna (0)
- Minor numero di vittorie:  Andorra,  Malta,  San Marino e  Cipro (0)
- Maggior numero di sconfitte:  Andorra e  San Marino (10)
- Maggior numero di pareggi:  Romania (5)
- Miglior differenza reti:  Paesi Bassi (+29)
- Peggior differenza reti:  San Marino (-53)

## Statistiche

### Classifica marcatori
12 reti
- Klaas-Jan Huntelaar

9 reti
- Miroslav Klose

7 reti
- Mikael Forssell
- Cristiano Ronaldo
- Robbie Keane
- David Villa

6 reti
- Henrikh Mkhitaryan
- Konstantin Vassiljev
- Mario Gómez
- Gergely Rudolf
- Antonio Cassano
- Dirk Kuyt
- Robin van Persie

5 reti
- Gevorg Ghazaryan
- Marvin Ogunjimi
- Mesut Özil
- Nani
- Hélder Postiga
- Adrian Mutu
- Tim Matavž
- Zlatan Ibrahimović

4 reti
- Yura Movsisyan
- Marcos Pizzelli
- Marko Arnautović
- Edin Džeko
- Zvjezdan Misimović
- Niko Kranjčar
- Michal Kadlec
- Kasper Hämäläinen
- Ádám Szalai
- Yossi Benayoun
- Aleksandrs Cauņa
- Alexandru Suvorov
- Alan Dzagoev
- Roman Pavlyuchenko
- David Silva
- Xherdan Shaqiri
- Arda Turan

3 reti
- Hamdi Salihi
- Timmy Simons
- Haris Medunjanin
- Eduardo
- Mario Mandžukić
- Ioannis Okkas
- Nicklas Bendtner
- Dennis Rommedahl
- Darren Bent
- Jermain Defoe
- Wayne Rooney
- Ashley Young
- Karim Benzema
- Yoann Gourcuff
- Florent Malouda
- Thomas Müller
- Lukas Podolski
- André Schürrle
- Zoltán Gera
- Vladimir Koman
- Darvydas Šernas
- Michael Mifsud
- Ibrahim Afellay
- Wesley Sneijder
- Ciprian Marica
- Marko Pantelić
- Nikola Žigić
- Fernando Llorente
- Kim Källström
- Sebastian Larsson
- Christian Wilhelmsson
- Burak Yılmaz
- Gareth Bale

2 reti
- Erjon Bogdani
- Artur Sarkisov
- Martin Harnik
- Marc Janko
- Franz Schiemer
- Rauf Aliyev
- Vagif Javadov
- Vüqar Nadirov
- Sergei Kornilenko
- Marouane Fellaini
- Daniel Van Buyten
- Jelle Vossen
- Axel Witsel
- Vedad Ibišević
- Miralem Pjanić
- Ivelin Popov
- Nikola Kalinić
- Ivica Olić
- Andreas Avraam
- Jaroslav Plašil
- Jan Rezek
- Michael Krohn-Dehli
- Adam Johnson
- Frank Lampard
- Tarmo Kink
- Kaimar Saag
- Sergei Zenjov
- Fróði Benjaminsen
- Loïc Rémy
- Jaba K'ank'ava
- David Siradze
- Giannis Fetfatzidis
- Kyriakos Papadopoulos
- Vasilis Torosidis
- Balázs Dzsudzsák
- Imre Szabics
- Heiðar Helguson
- Hallgrímur Jónasson
- Giampaolo Pazzini
- Sergey Gridin
- Kaspars Gorkšs
- Ilčo Naumoski
- Vanče Šikov
- Anatolie Doroș
- Mirko Vučinić
- Elsad Zverotić
- Ruud van Nistelrooy
- Steven Davis
- Patrick McCourt
- Mohammed Abdellaoue
- John Carew
- Erik Huseklepp
- Hugo Almeida
- Danny
- Raul Meireles
- Kevin Doyle
- Aiden McGeady
- Gabriel Torje
- Aleksandr Kerzhakov
- Pavel Pogrebnyak
- Kenny Miller
- Steven Naismith
- Zoran Tošić
- Milivoje Novaković
- Juan Mata
- Álvaro Negredo
- Fernando Torres
- Xavi
- Johan Elmander
- Andreas Granqvist
- Martin Olsson
- Ola Toivonen
- Pontus Wernbloom
- Tranquillo Barnetta
- Valentin Stocker
- Hamit Altıntop
- Aaron Ramsey

1 rete
Autoreti
- Valeri Aleksanyan (pro Irlanda)
- Rashad Sadygov (pro Germania)
- Raio Piiroja (pro Irlanda del Nord)
- Andrei Sidorenkov (pro Slovenia)
- Rógvi Baldvinsson (pro Slovenia)
- Eric Abidal (pro Bielorussia)
- Arne Friedrich (pro Austria)
- Nikos Spyropoulos (pro Israele)
- Tadas Kijanskas (pro Spagna)
- Igor Armaș (pro Finlandia)
- Gareth McAuley (pro Italia)
- Ricardo Carvalho (pro Danimarca)
- Simone Bacciocchi (pro Moldavia)
- Aldo Junior Simoncini (pro Svezia)
- Davide Simoncini (pro Svezia)
- Aleksandar Luković (pro Estonia)
- Gerard Piqué (pro Scozia)